# Riccò
Il Riccò è un torrente della città metropolitana di Genova, a nord del capoluogo, in Liguria.

## Percorso
Il torrente nasce dal Bric Montaldo, a circa 652 m s.l.m. (presso il passo dei Giovi).
Il corso del torrente divide il territorio del comune di Mignanego, che si trova sulla sponda destra, da quello del comune  di Serra Riccò, in sponda sinistra. Segue l'andamento del territorio fino a Pontedecimo, nel comune di Genova, dove si unisce al Verde per dare origine al Polcevera, (che assieme al Bisagno è uno dei due principali torrenti di Genova).